# Seybothenreuther Forst
Seybothenreuther Forst ist ein Waldgebiet und eine Gemarkung. Sie liegt teils im Gemeindegebiet von Seybothenreuth, teils im Gemeindegebiet von Speichersdorf im Landkreis Bayreuth (Oberfranken, Bayern). Die Gemarkung hat eine Fläche von 3,734 km² und ist in 27 Flurstücke aufgeteilt, die eine durchschnittliche Flurstücksfläche von 138.290,08 m² haben. Benachbarte Gemarkungen sind Seybothenreuth im Westen und Süden, Tressau im Norden, Speichersdorf und Kirchenlaibach im Osten.